# Fuldamobil S-4

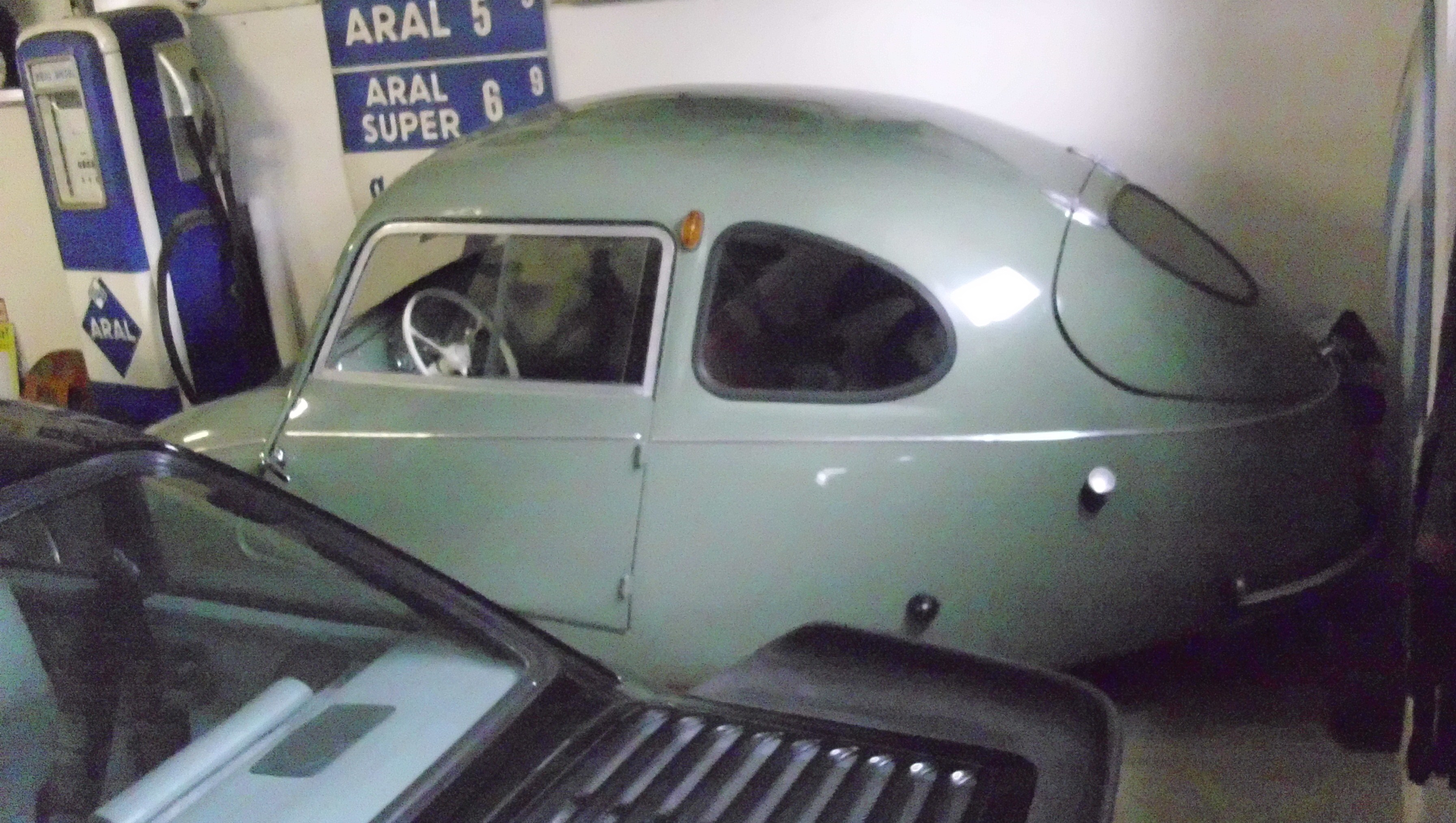
Fuldamobil S-4 (1956)

Das Fuldamobil S-4 ist ein Automodell der Elektromaschinenbau Fulda GmbH und wurde unter der Marke Fuldamobil angeboten. Es erschien 1955 als Nachfolger des Fuldamobil S-2 und wurde 1956 vom Fuldamobil S-6 abgelöst. Parallel entstand das Fuldamobil S-5 mit gleicher Technik, aber offener Roadster-Karosserie in geringen Stückzahlen.

## Karosserie
Die geschlossene zweitürige Karosserie bot Platz für 2 + 2 Personen. Die Türen waren wie bei allen Modellen des Fuldamobils an der B-Säule angeschlagen. Am Heck des Fahrzeugs befand sich eine Heckklappe, die das Rückfenster beinhaltete, und den Zugang zum Gepäckraum oberhalb des Hinterrades und des Motors ermöglichte. Die Karosserieteile lieferten die Vereinigten Deutschen Metallwerke aus Werdohl.

## Antrieb
Der luft- bzw. gebläsegekühlte Einzylinder-Zweitaktmotor von Fichtel & Sachs verfügte über 191 cm³ Hubraum und leistete 10 PS. Er war vor der mit Schmalspur ausgestatteten Hinterachse montiert und trieb die Hinterräder an. Auf Wunsch war auch eine Dreiradausführung mit einem einzelnen Hinterrad erhältlich. Die Höchstgeschwindigkeit betrug 85 km/h.

## Neupreis und Stückzahl
Der Neupreis betrug 2780 DM. Es entstanden zwischen September 1955 und Oktober 1956 etwa 168 Exemplare der Modelle S-4 und S-5.
Im Vonderau Museum in Fulda, in der Fränkischen Kleinwagensammlung Bittner-Stopfenheim in Stopfenheim bei Ellingen sowie in der Motorrad- und Kleinwagenausstellung in Brand in Haundorf-Brand befinden sich Fahrzeuge dieses Typs.